# Bonnya
Bonnya ist eine ungarische Gemeinde im Kreis Tab im Komitat Somogy. Zur Gemeinde gehört der östlich gelegene Ortsteil Bonnyapuszta.

## Geografische Lage
Bonnya liegt 28 Kilometer nordöstlich des Komitatssitzes Kaposvár und 19 Kilometer südwestlich der Kreisstadt Tab am rechten Ufer des Flusses Koppány. Nachbargemeinden sind Andocs, Somogyacsa, Igal und Kisbárapáti.

## Geschichte
Im Jahr 1913 gab es in der damaligen Kleingemeinde 157 Häuser und 935 Einwohner auf einer Fläche von 2540 Katastraljochen. Sie gehörte zu dieser Zeit zum Bezirk Igal im Komitat Somogy.

## Sehenswürdigkeiten
- Evangelische Kirche, erbaut 1883
- Kruzifix
- Römisch-katholische Kapelle Mindenszentek

## Verkehr
Durch das Gemeindegebiet verläuft die Nebenstraße Nr. 65114. Es bestehen Busverbindungen nach Igal sowie über Kisbárapáti nach Fiad. Der Bahnhof von Bonnya befindet sich nördlich außerhalb des Ortes jenseits des Flusses Koppány. Von dort bestehen Zugverbindungen nach Kaposvár und Siófok.